# Трансгенный организм
Трансге́нный органи́зм — живой организм, в геном которого искусственно введён ген, который не может быть приобретён при естественном скрещивании.
Первоначально под трансгенными организмами подразумевались любые организмы, в геном которых были при помощи методов генной инженерии введены отсутствующие там гены, однако в настоящее время организмы, в геном которых были введены гены организмов, одного с ними вида или видов, с которыми они скрещиваются в естественных условиях называются цисгенными (введён ген с «собственными» регуляторными участками) либо интрагенными (введён ген с регуляторными участками других генов).
Ген вводится в геном хозяина в форме так называемой «генетической конструкции» — последовательности ДНК, несущей участок, кодирующий белок, и регуляторные элементы (промотор, энхансер и пр.), а также в некоторых случаях элементы, обеспечивающие специфическое встраивание в геном (например, т. н. «липкие концы»). Генетическая конструкция может нести несколько генов, часто она представляет собой бактериальную плазмиду или её фрагмент.
Целью создания трансгенных организмов является получение организма с новыми свойствами. Клетки трансгенного организма производят белок, ген которого был внедрен в геном. Новый белок могут производить все клетки организма (неспецифическая экспрессия нового гена), либо определенные клеточные типы (специфическая экспрессия нового гена).
Создание трансгенных организмов используют:
- в научном эксперименте для развития технологии создания трансгенных организмов, для изучения роли определённых генов и белков, для изучения многих биологических процессов; огромное значение в научном эксперименте получили трансгенные организмы с маркерными генами (продукты этих генов с легкостью определяются приборами, например, зелёный флуоресцентный белок визуализируют с помощью микроскопа, так легко можно определить происхождение клеток, их судьбу в организме и т. д.);
- в сельском хозяйстве для получения новых сортов растений и пород животных;
- в биотехнологическом производстве плазмид и белков.

В настоящее время получено большое количество штаммов трансгенных бактерий, линий трансгенных животных и растений. Близко по смыслу и значению к трансгенным организмам находятся трансгенные клеточные культуры. Ключевым этапом в технологии создания трансгенных организмов является трансфекция — внедрение ДНК в клетки будущего трансгенного организма. В настоящее время разработано большое количество методов трансфекции. В русской научной литературе существовали попытки ввести термины «трансгенез», «трансгеноз» и «трансгенология» для технологии создания трансгенных организмов и соответствующей области знания, но эти термины используются редко.
Близко по значению к термину «трансгенный организм» стоит термин «трансфицированный организм» — организм, в клетки которого был осуществлён перенос гена другого организма. Этот термин иногда используют, когда акт трансфекции осуществлён, но экспрессия нового гена отсутствует. Также этот термин используется для описания организма, в часть клеток которого введена генетическая конструкция (например, введение ДНК в один из органов взрослого животного, в этом случае новый ген не будет передан потомству, а его экспрессия зачастую носит временный характер).
Близко по значению к термину «трансгенный организм» стоит термин «генетически модифицированный организм», однако последнее понятие шире и включает в себя не только трансгенные организмы, но и организмы с любыми искусственными изменениями генома.